# Scherzer-Theorem
Das Scherzer-Theorem ist ein Theorem aus dem Bereich der Elektronenmikroskopie. Es besagt, dass die Auflösung elektronischer Linsen limitiert ist. Grund dafür sind unvermeidbare Abbildungsfehler (sogenannte Aberrationen).

## Inhalt
Der deutsche Physiker Otto Scherzer zeigte 1936, dass die elektromagnetischen Felder, die in der Elektronenmikroskopie der Fokussierung des Elektronenstrahls dienen, unvermeidbare Abbildungsfehler mit sich bringen. Diese Aberrationen sind sowohl sphärischer als auch chromatischer Art, das heißt, der sphärische Aberrationskoeffizient Cs und der chromatische Aberrationskoeffizient Cc sind immer positiv.
Scherzer löste das System von Laplace-Gleichungen für elektromagnetische Potentiale unter folgenden Bedingungen:
1. Die elektromagnetischen Felder sind rotationssymmetrisch.
2. Die elektromagnetischen Felder sind statisch.
3. Es sind keine Raumladungen vorhanden.

Die Aberrationen, die in einem solchen Linsensystem entstehen, verschlechtern die Auflösung eines Elektronenmikroskops um das fünfzig- bis hundertfache der Wellenlänge des Elektrons. Die Aberrationen können nicht mit einer Kombination rotationssymmetrischer Linsen behoben werden.
In seiner Arbeit fasste Otto Scherzer seine Erkenntnisse folgendermaßen zusammen:

„Chromatische und sphärische Aberration sind unvermeidbare Fehler der raumladungsfreien Elektronenlinse. Verzeichnung (Zerdehnung wie Zerdrehung) und (alle Arten von) Koma lassen sich prinzipiell beseitigen. Durch die Unvermeidbarkeit der sphärischen Aberration ist eine praktische, nicht aber eine prinzipielle Schranke für das Auflösungsvermögen der Elektronenmikroskope gegeben.“

Um sphärische Aberrationen zu korrigieren, hilft die Aufgabe der Rotationssymmetrie in elektronischen Linsen. Die Korrektur der chromatischen Aberration wird in Teilchenbeschleunigern mit zeitabhängigen, also nicht statischen, elektromagnetischen Feldern erreicht. Scherzer selbst experimentierte mit Raumladungen (etwa mit geladenen Folien), dynamischen Linsen und Kombinationen von Linsen und Spiegeln, um die Aberrationen in Elektronenmikroskopen zu minimieren.